# Семб, Нильс Йохан
Нильс-Йохан Семб (норв. Nils Johan Semb; род. 24 февраля 1959, Хортен, Норвегия) — норвежский тренер национальной сборной Норвегии с 1998 по 2003. Технический директор футбольной ассоциации Норвегии.
Семб получил образование в норвежской школе спортивных наук. Семб был первым тренером, который возглавил свою команду на Чемпионате Европы по футболу 2000 года. За свою работу он провёл всего 68 матчев. В начале срока его пребывания в команде, он вызвал серьёзную критику за оборонительный стиль своей команды, где длинные передачи мячей, контратаки и прямые передачи были отличительными чертами их атакующего стиля. Семба сменил заменен Оге Харейде в 2003 году. Он был комментатором на норвежского телеканала ТВ-2, но ушел в отставку в 2009 году, чтобы стать главным в футбольной Ассоциации Норвегии.